# Озеряны (Житомирская область)
Озеряны (укр. Озеряни) — село на Украине, основано в 1919 году, находится в Олевском районе Житомирской области.
Код КОАТУУ — 1824456001. Население по переписи 2001 года составляет 341 человек. Почтовый индекс — 11022. Телефонный код — 4135. Занимает площадь 1,5 км².

## Адрес местного совета
111021, Житомирская область, Олевский р-н, смт.Новоозерянка, ул. Заводская, 5